# Mátrai Zsuzsa
Mátrai Zsuzsa névvariáns: Mátray Zsuzsa (Budapest; 1941. június 13.) magyar táncdalénekesnő.

## Életpályája
„Én már az óvodában énekeltem, de igazából nem is énekesnő, hanem színésznő szerettem volna lenni. A szüleim ezt annyira nem akarták, hogy benyomtak az Alkotmány utcai közgazdasági szakközépbe. Képesített könyvelő vagyok, statisztikus meg ilyesmi… Fiatalon egyébként az édesapám is zongorista volt…Egy énekes barátom elvitt Majláth Júliához, az érettségi táján már jártam hozzá, ő fedezett fel.”

Az 1960-as évek elején tűnt fel a zeneszerző Majláth Júlia tanítványaként. Énekesnőként a szép, érthető szövegmondását a színművészeti főiskola neves beszédtanárának köszönheti: Fischer Sándor is tanította. Igazi sztárrá csak külföldi fellépőútjai után vált. A korábban megszokott, mikrofonhoz kötött, korlátozott gesztusokkal jellemezhető előadásmód helyett dinamikusan mozgott, táncolt.

„…még az első férjemmel és a zenekarával 15 hónapra külföldre szerződtünk a hatvanas évek közepén, ami akkor még nagyon keveseknek adatott meg. Dolgoztunk Finnországban, aztán Svájcban, meg Nyugat-Németországban, az összes nagyobb városban, Münchentől Hamburgig. Én gyakorlatilag ott tanultam meg énekelni, és olyan felszereléseket hoztunk haza, hogy amikor először játszottunk itthon, tódultak az emberek megnézni ezeket. Itthon kommunizmus volt, nem lehetett rendes erősítőket meg mikrofonokat kapni, és azt mondták, hogy ilyen hangzást itthon csak Vico Torrianitól hallottak, aki a korszak nagy sztárjaként lépett fel az Erkel Színházban pár évvel azelőtt. Nekem ez a tapasztalat adott egy olyan énekesnői gyakorlatot, hogy innen indulhatott a pályám, és az első Táncdalfesztiválon el is indulhattam, csak kár, hogy rossz számot kaptam.”

Első nagy slágerét, a Látod ez a szerelem címűt (1965) számos más követte: Ördögből angyal lehetnél, Élj vele boldogan, Pattanj fel, Mindenkit érhet szerelem, Voltak szép napok vagy éppen a Hol van az az idő. Állandó résztvevője volt a Táncdalfesztiváloknak; valamennyin indult, ám egyiken se kapott díjat, és Mátrai-nagylemezt sem készítettek vele. Több kislemeze azonban megjelent, rádiófelvételei készültek. Sokféle műfajban énekelt: táncdalt,  cigánydalt, musicalt, örökzöldet, magyarnótát, sanzont vagy dzsesszt. Az 1970-es évektől a Kamara Varietében lépett fel, majd Budapest éjszakai szórakozóhelyein a Béke Szálló kupolatermében, az Astoria-ban, a Moulin Rouge-ban, Maxim Varietében már nemcsak énekelt, hanem táncolt is. Vogel Eric által tervezett jelmezekben lépett közönség elé, látványos revüműsorok ünnepelt dívájaként. 

„Amikor „átnyargaltam” a revü műfajára, azért tettem, mert úgy éreztem, ebben tudom leginkább bemutatni képességeimet. Bár tudtam, hogy ez a kisebb létszámú közönség miatt kevésbé népszerűsít, mint egy háromperces táncdal, mégis emellett döntöttem, mert sokkal izgalmasabbnak találtam, táncoltam, énekeltem, fellépő ruhákat válogathattam… ”

„…kezdtem csinálni ezeket a revüket a nagy helyeken: a Moulin Rouge-t két évig, ahol csak angolul énekeltem, mert oda csak külföldiek jártak. Előtte a Béke kupolatermébe viszont jártak magyarok is, és oda mindenki eljött a szakmából a premierre minden novemberben, mert olyan színvonalas műsort csináltunk. Tíz évig voltam ott, 1972-ben mentem át a Kamara Varietéből, de aztán bezárt a ház, és megszűnt a kupola is. Máté Péter, Korda György, Sankó László, többen is játszottunk ott rendszeresen: fél 11-kor kezdődött a műsor, tehát nem éjszakai lokál volt. ’82-be mentem át a Moulin Rouge-ba, ahol rám volt építve a műsor: tízen öltöztettek át, a közönség meg nézte a műsorfüzetet, hogy ki ez a szőke nő, amikor az előbb még vörös volt?…”

1986. február 22-én a Pesti Vigadó Hangversenytermében megrendezett jubileumi koncertjén fellépett: Bessenyei Ferenc, Latabár Kálmán, Paudits Béla, Balázs Péter, Tamási Eszter és Bőzsöny Ferenc valamint Gyarmati István és 7 tagú együttese.
1992-ben kiadták válogatás albumát: "Látod ez a szerelem" címmel. A kétezres évek elején ugyanez a hanganyag CD-én is megjelent: "Hol van az az idő" címmel.
Egy fia született: Péter (Peter Horvath), aki dzsesszzongoristaként világhírű zenészekkel dolgozik együtt, és az Amerikai Egyesült Államokban, San Franciscoban él családjával.

## Diszkográfia

### Kislemezek
- 1965	SP	246	E I'uomo Per Me/Miért nem vagy nálam
- 1965	EP	7331	Che M'importa del mondo/Ez baj/Le Colline Sono in forte/Miért nem te
- 1965	SP	273	Várj/Van-e szép szerelem
- 1966	SP	282	Élj vele boldogan/So Long
- 1966	SP	291	Oly szép a világ
- 1966	SP	294	Más az én helyemben sírna/Pletykálnak rólad
- 1966	SP	319	Rég hallottam rólad
- 1966	SP	328	Mondd, ki után futsz/Nem kellemes neki
- 1966	SP	334	Zorba tánca
- 1967	SP	353	Ördögből angyal lehetnél
- 1967	SP	354	Ne vádolj/A mintaférj
- 1967	SP	361	Ha azt mondom
- 1967	SP	363	Vár valaki rám
- 1967	SP	380	Nincs vigasz/Majd megmutatom én
- 1967	SP	402	Hol van az az idő/Elhagytál
- 1968	SP	509	Könyörögni nem fogok/Útban hazafelé
- 1969	SP	537	Csiribiri-bé
- 1969	SP	596	Öreg fák alatt/Lidércfény
- 1969	SP	622	Egy apró hiba
- 1970	SP	670	Mindenkit érhet szerelem
- 1970	SP	771	Ne menj a boldogok közé/Elkapott engem a szerelem
- 1971	SP	873	Látod, nem sikerült
- 1972	SPS	70023	Egy perc az évekért
- 1973	SPS	70049	Miért van szerelem
- 1974	SPS	70108	Az élet egy kabaré/Egy kicsi szép

### Nagylemez
- 1992 Látod, ez a szerelem

1. Ördögből angyal lehetnél
2. Látod, ez a szerelem
3. Mindenkit érhet szerelem
4. Voltak szép napok
5. Az élet egy kabaré
6. Szerelmes asszony
7. Nézd a fát, az égig ér
8. Hol van az az idő
9. Valaki kell
10. Köszönök mindent
11. Johnny
12. Most kéne élni még

### Válogatáson megjelent dalok, kiadatlanok
- 1976 Ha újra élhetném az életem
- 1977 Voltak szép napok
- 1977 Régi tűz, régi láng (Yesterdays)
- 1977 Táncolni jó (I Love to Love)
- 1978 Van itt ész (Makrai Pál–Bradányi Iván)
- 1979 Melegíts, amikor fázom (Barabás Mihály–Bradányi Iván)
- 1979 Régi dal (Szabó Gábor–Bradányi Iván)
- 1980 Csöpörög az eső
- 1981 Viszlát, Budapest
- 1981 Volt, aki sajnált
- 1982 Neked is tudnod kell
- 1982 Szerelmes asszony
- Amikor átölellek
- Egy ellopott álom
- Ez a dal az életem
- Miért nem vagy nálam
- Senki sem vigyáz rám

## Filmográfia
- Közbejött apróság (1966)
- Veszedelmes labdacsok (1967)
- Házassági évforduló (1970)